# Amber Valletta
Amber Evangeline Valletta (Phoenix, 9 febbraio 1974) è una supermodella e attrice statunitense.

## Carriera da modella
È di origini italiane e portoghesi da parte di padre e inglesi, tedesche e cherokee da parte di madre; i genitori si separarono quando Amber aveva 2 anni. 
Comincia la propria carriera nel mondo della moda a metà degli anni novanta, sfilando per numerose griffe dell'alta moda come Alberta Ferretti, Gianni Versace, John Galliano, Valentino, Calvin Klein, Christian Dior, Gucci, Michael Kors, Prada, Christian Lacroix, Dolce & Gabbana e Donna Karan. Inoltre è apparsa numerosissime volte sulle copertine di Elle, Vogue, Harper's Bazaar, Marie Claire ed altre riviste. Nonostante il successo ottenuto come attrice cinematografica, Amber Valletta ha continuato a sfilare fino al 2007.

## Carriera da attrice
Amber Valletta ha lavorato in numerosi film, oltre ad essere apparsa sulla copertina di importanti riviste di moda e nelle campagne promozionali di Louis Vuitton, Calvin Klein e Versace. Inoltre ha condotto su MTV House of Style con la collega modella Shalom Harlow. Inoltre è apparsa in Punk'd nel quarto episodio della sesta stagione, insieme a Kristen Bell e Bam Margera.
Amber è stata sposata con il giocatore di pallavolo Chip McCaw dal 2003 al 2015 ed hanno avuto un figlio, Auden. Prima di McCaw, Amber Valletta è stata sposata con Hervé Le Bihan dal 1994 al 1996.
Nel gennaio 2008, ha partecipato al video prodotto da will.i.am Yes We Can. Nel 2011, entra a far parte del cast della serie Revenge, dove interpreta il ruolo di Lydia Davis

## Filmografia

### Cinema
- Drop Back Ten (2000)
- Le verità nascoste (What Lies Beneath), regia di Robert Zemeckis (2000)
- The Family Man, regia di Brett Ratner (2000)
- Fashion Crimes (Perfume) (2001)
- Max Keeble alla riscossa (Max Keeble's Big Move) (2001)
- Duplex - Un appartamento per tre (Duplex), regia di Danny DeVito (2003)
- Quando meno te lo aspetti (Raising Helen), regia di Garry Marshall (2004)
- Hitch - Lui sì che capisce le donne (Hitch), regia di Andy Tennant (2005)
- Transporter: Extreme (Transporter 2), regia di Louis Leterrier (2005)
- Il diario di Jack (Man About Town), regia di Mike Binder (2006)
- L'ultima occasione (The Last Time), regia di Michael Caleo (2006)
- Premonition, regia di Mennan Yapo (2007)
- Dead Silence, regia di James Wan (2007)
- My Sexiest Year, regia di Howard Himelstein (2007)
- Days of Wrath, regia di Celia Fox (2008)
- Gamer, regia di Mark Neveldine, Brian Taylor (2009)
- Operazione Spy Sitter (The Spy Next Door), regia di Brian Levant (2010)
- Girl Walks Into a Bar, regia di Sebastián Gutiérrez (2011)

### Televisione
- Hysteria: The Def Leppard Story, regia di Robert Mandel – film TV (2001)
- Revenge – serie TV, 14 episodi (2011-2014)
- Legends – serie TV, 10 episodi (2014)
- Blood & Oil - serie TV, 10 episodi (2015)
- RuPaul's Drag Race – reality show, episodio 11x07 (2019)

## Doppiatrici italiane
Nelle versioni in italiano dei suoi lavori, Amber Valletta è stata doppiata da:
- Francesca Fiorentini in Quando meno te lo aspetti, Premonition
- Claudia Razzi in Hitch - Lui sì che capisce le donne, Il diario di Jack
- Alessandra Korompay in Revenge, Legends
- Laura Boccanera in Transporter: Extreme
- Rossella Acerbo in Dead Silence
- Chiara Colizzi in Gamer
- Deborah Ciccorelli in Operazione Spy Sitter

## Agenzie
- DNA Model Management
- Models 1
- Marilyn Agency - Parigi
- Sheri´s Management - Spagna